# 1762
Перша наукова революція •  Просвітництво • Глухівський період в історії Гетьманщини •  Російська імперія

## Геополітична ситуація
Султаном Османської імперії є Мустафа III (до 1774). Під владою османів перебувають Близький Схід та Єгипет, Середземноморське узбережжя Північної Африки, частина Закавказзя, значні території в Європі: Греція, Болгарія і Сербія. Васалами османів є Волощина та Молдова.
Священна Римська імперія охоплює, крім німецьких земель, Угорщину з Хорватією, Трансильванію, Богемію, Північну Італію, Австрійські Нідерланди. Її імператор — Франц I (до 1765). Марія-Терезія має титул королеви Угорщини. Королем Пруссії є Фрідріх II (до 1786).
У Франції править Людовик XV (до 1774). Франція має колонії в Північній Америці та Індії. В Іспанії — Карл III (до 1788). Королівству Іспанія належать південь Італії, Нова Іспанія, Нова Гранада та Віцекоролівство Перу в Америці, Філіппіни. У Португалії королює Жозе I (до 1777). Португалія має володіння в Бразилії, в Африці, в Індії, в Індійському океані й Індонезії.
На троні Великої Британії сидить Георг III (до 1820). Британія має колонії в Північній Америці, на Карибах та в Індії. Північ Нідерландів займає Республіка Об'єднаних провінцій. Вона має колонії в Північній Америці, Індонезії, на Формозі та на Цейлоні. Король Данії та Норвегії — Фредерік V (до 1766), на шведському троні сидить Адольф Фредерік (до 1771). На Апеннінському півострові незалежні Венеціанська республіка та Папська область. У Речі Посполитій королює Август III Фрідріх (до 1763). На троні Російської імперії Єлизавету Петрівну змінили спочатку Петро III, а потім Катерина II (до 1796).
Україну розділено по Дніпру між Річчю Посполитою та Російською імперією. Гетьман України — Кирило Розумовський. Нова Січ є пристановищем козаків. Існує Кримське ханство, якому підвладна Ногайська орда.
В Ірані фактично править династія Зандів при номінальному правлінні сефевіда Ісмаїла III.
Значними державами Індостану є Імперія Великих Моголів, Імперія Маратха. Зростає могутність Британської Ост-Індійської компанії. У Китаї править Династія Цін. В Японії триває період Едо.

## Події

### В Україні
- Завершилося будівництво Андріївської церкви в Києві.
- Кошовим отаманом Війська Запорозького був Степан Рудь, потім Петро Калнишевський.

### У світі
- Семирічна війна:
  - 4 січня у війну вступили Іспанія та Неаполітанське королівство.
  - 5 травня підписано Петербурзький мирний договір. Росія повернула Пруссії завойовані території.
  - 22 травня в Гамбурзі підписано мир між Пруссією та Швецією.
  - 21 липня Фрідріх II виграв битву з австрійцями при Буркерсдорфі.
  - 13 серпня облога англійцями Гавани завершилася здачею міста.
  - 15 вересня британці перемогли французів в останній битві війни в Північній Америці — битві на Сигнальному пагорбі.
  - 24 вересня — 6 жовтня Британська Ост-Індійська компанія захопила у іспанців Манілу.
  - 29 жовтня прусська армія завдала поразки австрійській у битві при Файбергу.
  - 13 листопада підписано угоду у Фонтенбло, за якою французький король Людовик XV таємно поступився іспанському королеві Карлу III Новою Францією.
- 5 січня за григоріанським календарем у Російській імперії померла імператриця Єлизавета Петрівна, імператором став Петро III, який одразу ж почав вести мирні перемовини з Фрідріхом II.
- 5 лютого Ахмед Шах Абдалі влаштував геноцид сикхів. Загинуло десь близько 30 тисяч людей.
- 5 березня британський королівський флот виплив до берегів Куби з метою захоплення стратегічних володінь Іспанії в Південній Америці.
- 9 липня внаслідок палацового перевороту імператрицею Росії стала дружина Петра III Катерина II, а сам Петро був убитий. Перспектива союзу між Росією та Пруссією відпала, проте Росія не повернулася на війну на боці Австрії.
- 15 вересня імператрицею Японії стала Го-Сакураматі, восьма і на 2020 рік остання жінка-мікадо.
- У грудні російська імператриця Катерина II офіційно запросила іноземців селитися в Росії.

### Наука та культура
- Вийшли п'ятий та шостий томи роману Лоренса Стерна «Життя і думки Трістрама Шенді, джентльмена».
- Побачив світ педагогічний роман-трактат «Еміль, або Про виховання» Жана-Жака Руссо.
- Карло Ґоцці написав п'єсу «Турандот».
- 5 жовтня відбулася прем'єра опери «Орфей та Еврідіка» Крістофа Віллібальда Глюка.
- Жозеф Луї Лагранж відкрив теорему про дивергенцію.
- Джозеф Блек повідомив про відкриття прихованої теплоти.
- Людовик XV замовив спорудження для маркізи де Помпадур Малого Тріанону.
- Паїсій Хилендарський написав «Слов'яно-болгарську історію».

## Народились
Дивись також Категорія:Народились 1762
- 15 квітня — Борис Фон-дер-Фліс, нідерландський інженер, працював у Одесі
- 20 серпня — Георг IV, король Великої Британії.
- 20 листопада — П'єр Андре Латрей, французький ентомолог.

## Померли
Дивись також Категорія:Померли 1762
- 20 лютого — Тобіас Йоганн Маєр, німецький астроном і картограф
- 13 липня — Джеймс Брадлей, англійський астроном